# Lerd
Lerd è un film del 2017 diretto da Mohammad Rasoulof.

## Riconoscimenti
- 2017 - Festival di Cannes
  - Premio Un Certain Regard
- 2017 - Chicago International Film Festival
  - Silver Hugo
- 2017 - Festival internazionale del cinema di Adalia
  - Arancio d'oro al miglior regista a Mohammad Rasoulof
  - Arancio d'oro al miglior attore a Reza Akhlaghirad